# Ufficio politico
Un ufficio politico (spesso detto Politbüro, contrazione del russo политическое бюро, političeskoe bjuro), in alcuni partiti, soprattutto comunisti e socialisti, designa un organo collegiale ristretto, eletto dal Comitato centrale o analoga assemblea e responsabile di fronte al medesimo, al quale è affidata la direzione del partito. In altri partiti l'organo corrispondente all'ufficio politico prende il nome di Direzione, Comitato esecutivo o simili.

## Gerarchia
Per la sua composizione ristretta e per la possibilità di riunirsi frequentemente, l'ufficio politico è uno degli organi più importanti del partito. Negli Stati comunisti l'Ufficio politico del Comitato centrale del Partito comunista è, di fatto, assieme al segretario generale, la massima istituzione statale, pur rimanendo formalmente un organo del partito. Sebbene eletto dal Comitato centrale e responsabile di fronte al medesimo, grazie al controllo che esercita sul resto del partito finisce per cooptare i suoi membri. L'esempio più noto è rappresentato dal Politburo del PCUS.

## Varianti
Laddove, come nel PCUS ed in altri partiti comunisti, l'ufficio politico è affiancato dal Segretariato del Comitato centrale, parimenti eletto da quest'ultimo, competono all'ufficio politico le decisioni sulla linea politica del partito e, quindi, dello Stato, mentre il Segretariato si occupa dell'amministrazione del partito. L'appartenenza congiunta ai due organi distingue gli esponenti di maggior rilievo del partito, oltre al Segretario generale.
Nel Partito Comunista Cinese, a differenza di altri partiti comunisti, opera all'interno dell'ufficio politico un organo collegiale ristretto, il suo Comitato permanente, nel quale è concentrato l'effettivo potere.